# Měňany
Měňany település Csehországban, a Berouni járásban. Měňany Vinařice, Tetín, Suchomasty, Korno, Koněprusy és Liteň településekkel határos. Lakosainak száma 306 fő (2024. január 1.).

## Népesség
A település lakosságának változását az alábbi diagram mutatja:
| Lakosok száma | 412  | 459  | 440  | 344  | 308  | 285  | 305  | 308  | 313  | 306  |
|               | 1869 | 1890 | 1921 | 1950 | 1980 | 2001 | 2017 | 2019 | 2022 | 2024 |